# Leonhardskirche (Stuttgart)

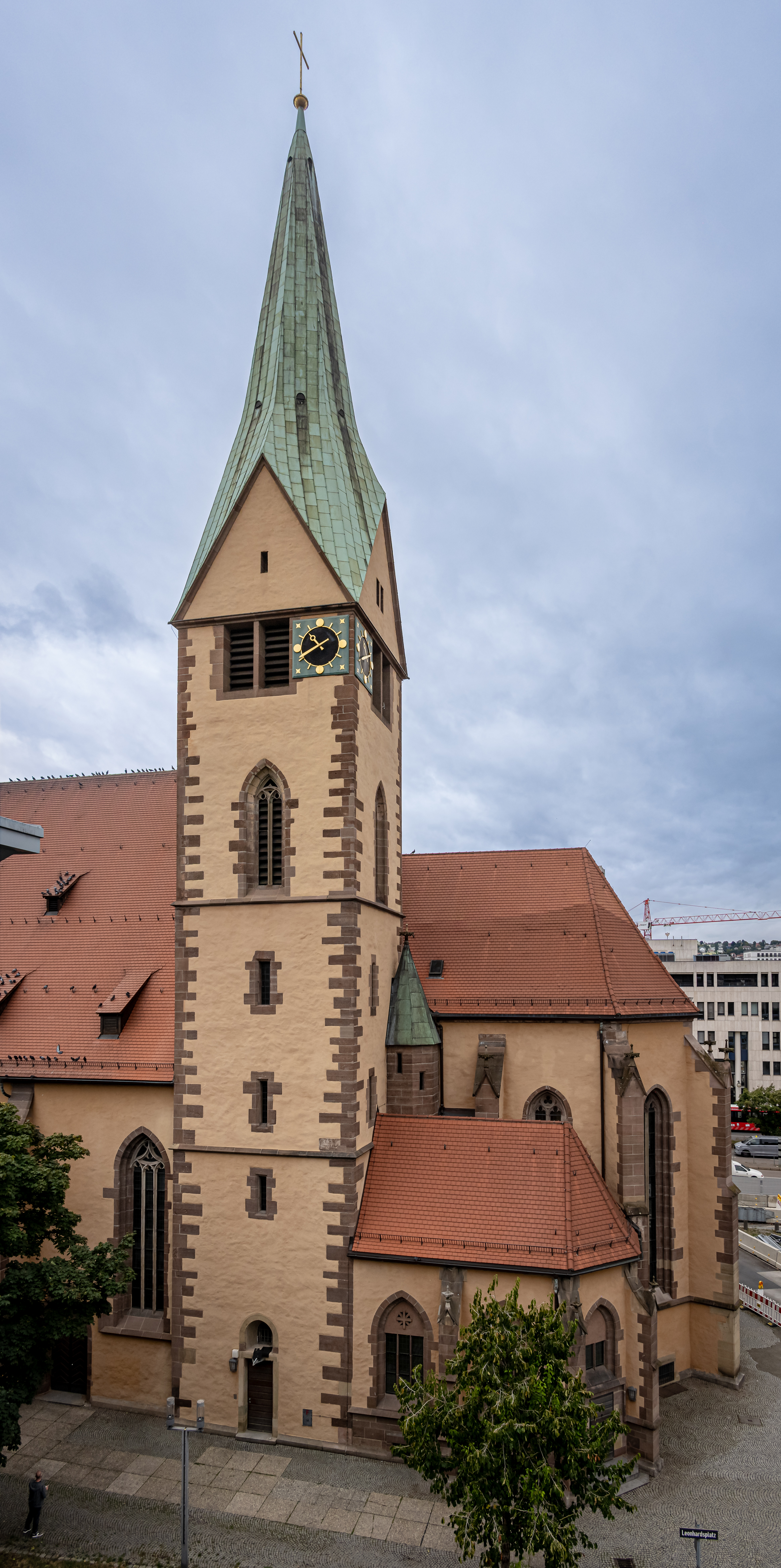
Leonhardskirche

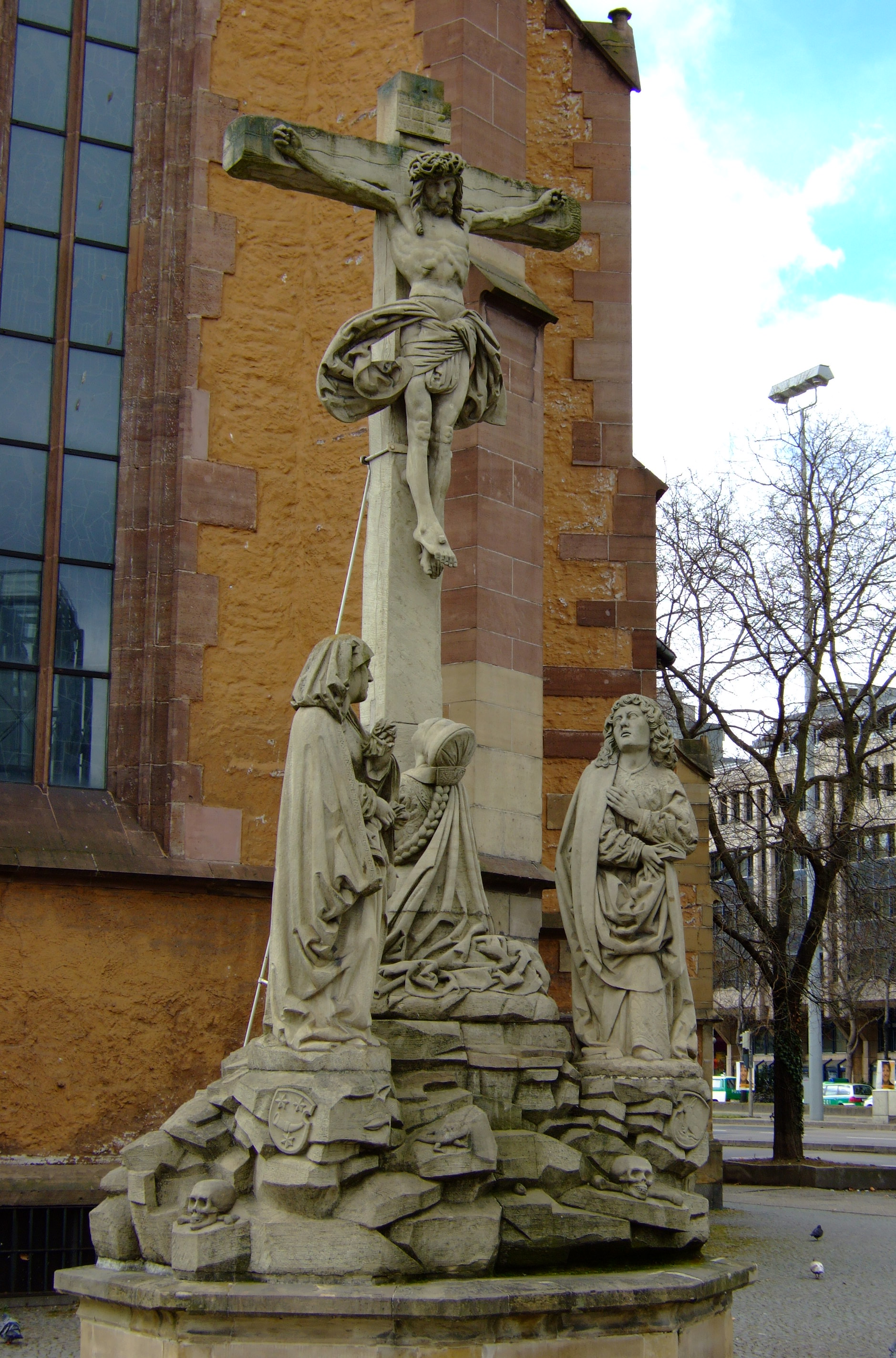
Kopie der Kreuzigungsgruppe von Hans Seyfer

Die Leonhardskirche in Stuttgart ist die zweitälteste Kirchengründung in der Altstadt Stuttgarts und heute Mittelpunkt der Evangelischen Leonhardkirchengemeinde Stuttgart innerhalb des Kirchenkreises Stuttgart der Evangelischen Landeskirche in Württemberg.

## Geschichte

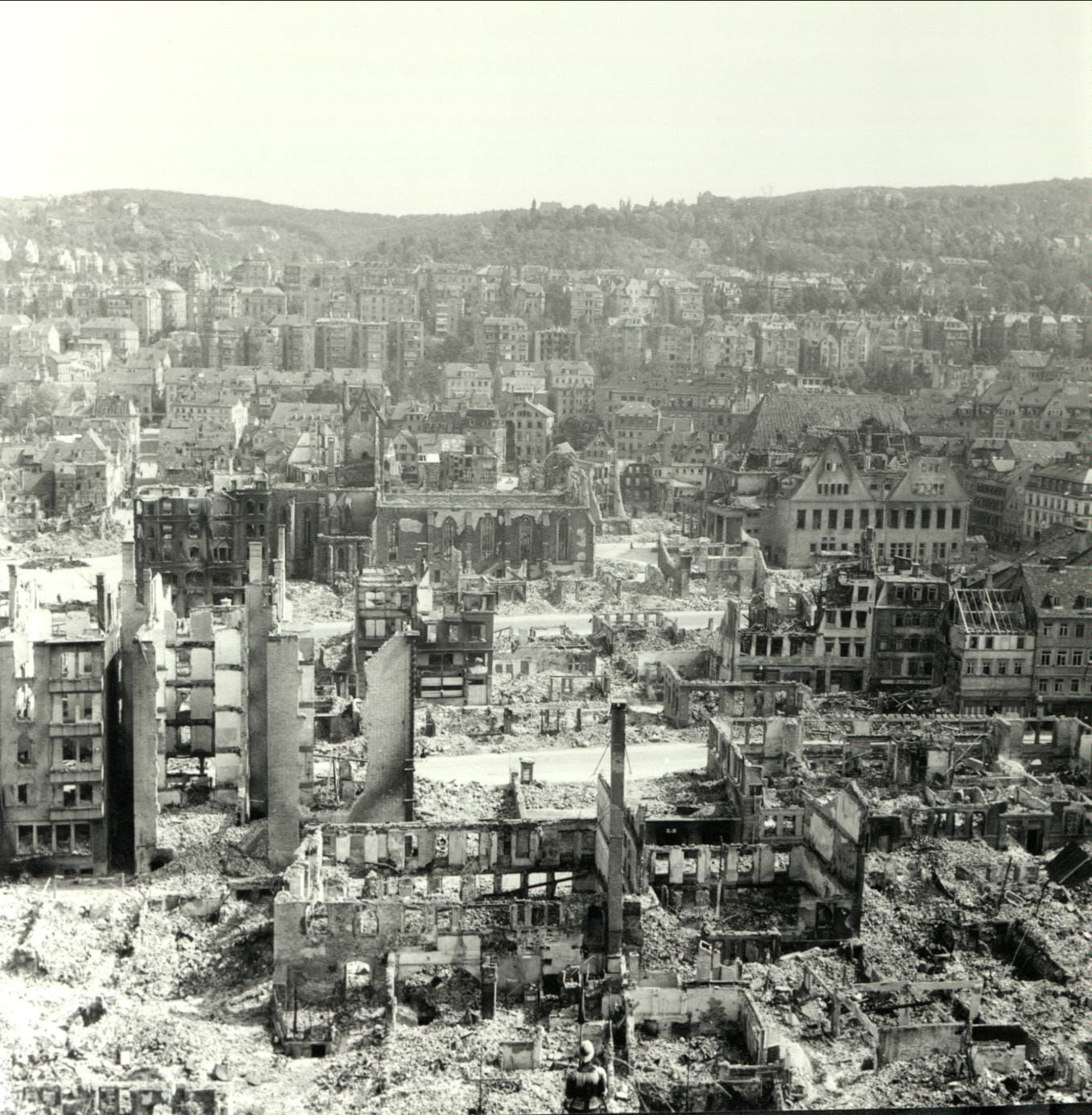
Leonhardsviertel mit zerstörter Leonhardskirche am 22. August 1944

1337 wurde am Ort der heutigen Kirche – auf freiem Feld circa 500 Meter vor dem damaligen Esslinger Tor – eine kleine, dem heiligen Leonhard geweihte Kapelle errichtet. Wahrscheinlich diente der Bau zunächst als Station für Pilger des Jakobswegs.
Ab Ende des 14. Jahrhunderts entwickelte sich außerhalb des Esslinger Tores und mit der Kapelle als Zentrum eine Vorstadt, wahlweise nach Tor oder Kapelle als Esslinger oder Leonhardsvorstadt bezeichnet. Noch vor 1408 wurde der erste Bau durch eine einschiffige Kirche mit Chor und Turm ersetzt.
Mit der Aufgabe des Friedhofs der Stiftskirche wurde der Leonardskirchhof 1430 Friedhof für die Bürger Stuttgarts. Die Bedeutung der Kirche nahm weiter zu, obwohl sie bis 1806 Filialkirche blieb.
Bereits im Jahr 1463 wurde eine Erweiterung der Kirche notwendig, die der Baumeister der Stiftskirche, Aberlin Jörg, bis 1466 durchführte. Nach dieser Baumaßnahme präsentierte sich die Leonhardskirche als spätgotische dreischiffige Hallenkirche mit leicht eingezogenem Chor und seitlich stehendem Turm. In dieser Form verblieb das Bauwerk fast unverändert bis in die Zeit des Zweiten Weltkriegs.
Nach dem verheerenden Bombardement Stuttgarts im Jahre 1944 wurde die stark beschädigte Kirche zwischen 1948 und 1954 durch Rudolf Lempp vereinfacht wiederaufgebaut.

## Bauwerk

### Äußeres

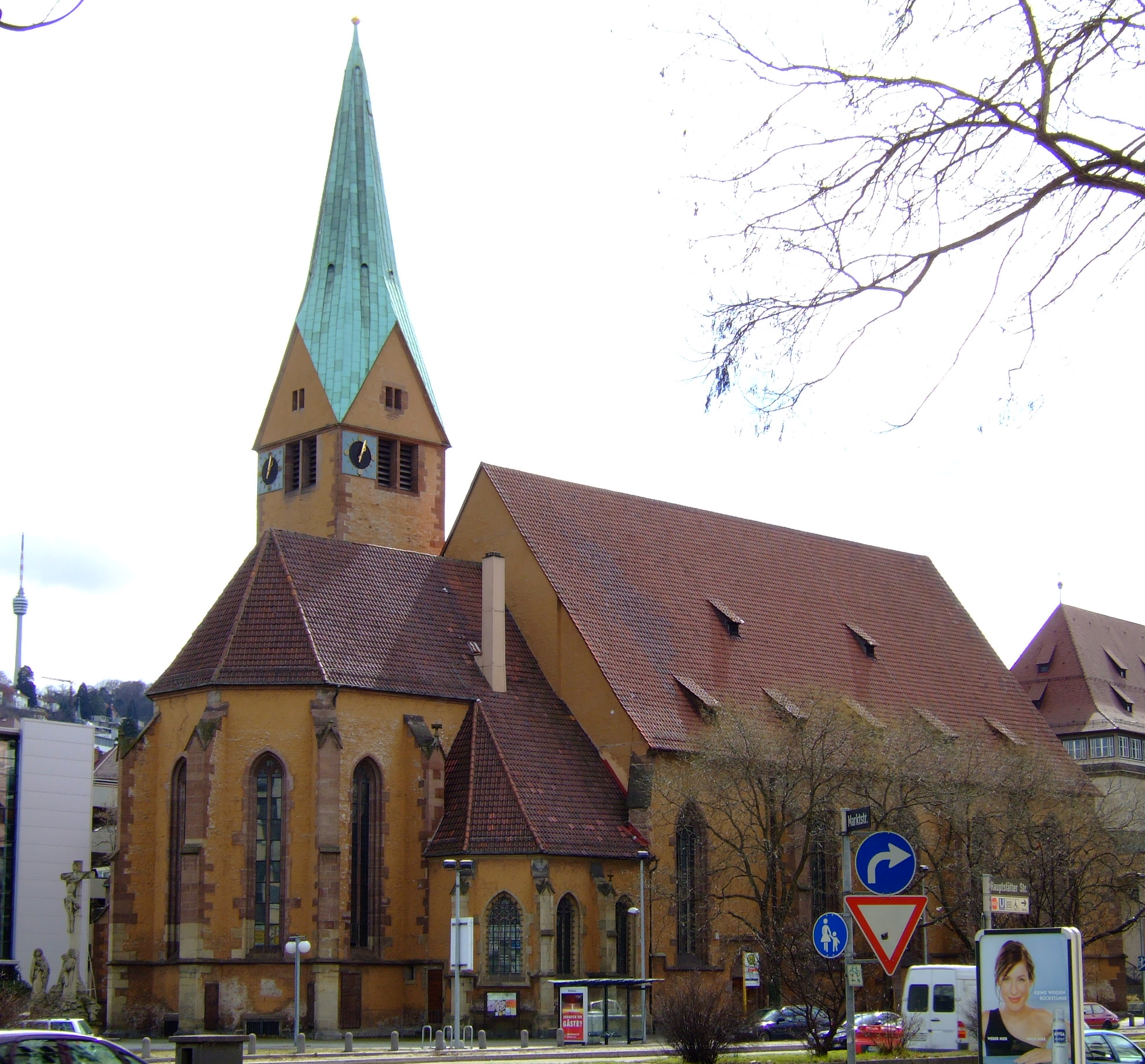
Blick von der Hauptstätter Straße.

Die Leonhardskirche erhebt sich auf dem Leonhardsplatz parallel zur Hauptstätter Straße auf einer Grundfläche von 53 × 22 Metern. Das Langhaus misst 34 × 22 Meter, der Chor 19 × 12 Meter. Das Langhaus der spätgotischen Hallenkirche wird durch drei gleich hohe Schiffe mit fünf Jochen gegliedert und durch ein hohes, ziegelgedecktes Satteldach mit Schleppgauben bekrönt, das fast so hoch wie die Außenwände ist. Der einschiffige, schmälere und niedrigere Chor von 3 Jochen Tiefe endet mit einem Dreiachtelschluss und wird von einem abgewalmten Satteldach bekrönt, ebenso die halbhohen Sakristeianbauten. Im südlichen Winkel von Chor und Langhaus erhebt sich der 55,5 m hohe Turm mit einem geschweiften Faltdach. Der steile Spitzhelm mit seiner grünen Patina wirkt als weithin sichtbares Erkennungszeichen der Kirche. In der Ecke zwischen Turm und Chor erhebt sich bis zur Höhe des Chors ein achteckiges Treppentürmchen mit Pyramidendach und Kreuzblume.
Die Außenmauern der Kirche tragen einen dunkelgelben Verputz, nur die Umrahmungen der Fenster und die Vorderseiten der Strebepfeiler zeigen den unverputzten Sandstein. Die Kirche verfügt außer dem Hauptportal im Westen über 7 weitere Zugänge, 5 einfache und 2 doppelte Türen. Außer durch die Rose im Westen wird die Kirche durch 22 Maßwerkfenster mit Spitzbogen belichtet, unter anderem durch je 5 Fenster an den Langseiten und im Chor. Die Sandsteinumrahmungen der Spitzbogenfenster sind als unregelmäßige Rustikarahmen ausgebildet.
Strebepfeiler mit geschweifter Verdachung und zweifachem Rücksprung stützen die Gewölbe: je 4 an den Langseiten und 2 an der Westfassade, außerdem 3 schräggestellte Pfeiler an den Langhausecken. Niedrigere Pfeiler, die ein Wimperg mit Kreuzblume bekrönt, stützen den Chor (4 Pfeiler) und die beiden Sakristeien (je 3 Pfeiler). Ein Kappgesims in Höhe des ersten Rücksprungs der Strebepfeiler verläuft um die gesamte Kirche und wird an den Fenstern zur Fensterbank abgekröpft.

### Inneres
Die Halle des Innenraums gliederte sich bis zum Zweiten Weltkrieg in 3 gleich hohe Schiffe mit Netzgewölben. Sie waren durch zwei Arkadenreihen mit je vier profilierten achtseitigen Pfeilern und spitzen Scheidbögen voneinander getrennt. Nach den Zerstörungen des Zweiten Weltkriegs wurde der Innenraum nur teilweise rekonstruiert. Die Wände erhielten einen weißen Anstrich, so dass die Kirche, auch auf Grund der durchsichtigen, hell getönten Scheiben der Langhausfenster, in hellem Licht erstrahlte. Die erhaltene linke Arkadenreihe trennt das linke Seitenschiff vom Mittelschiff, während dieses auf Grund der zerstörten rechten Arkadenreihe mit dem rechten Seitenschiff einen einzigen Raum bildet.

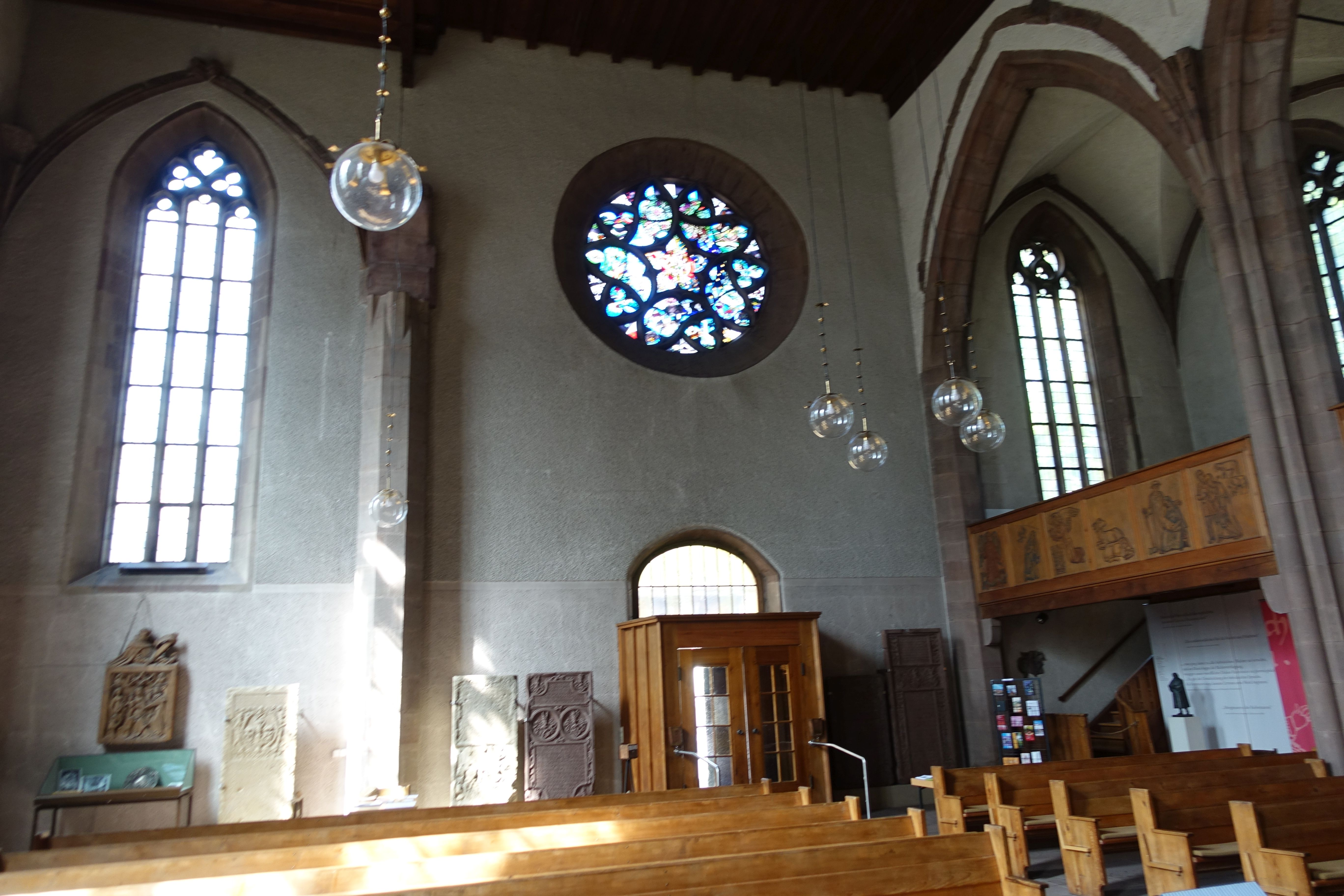
Westwand.
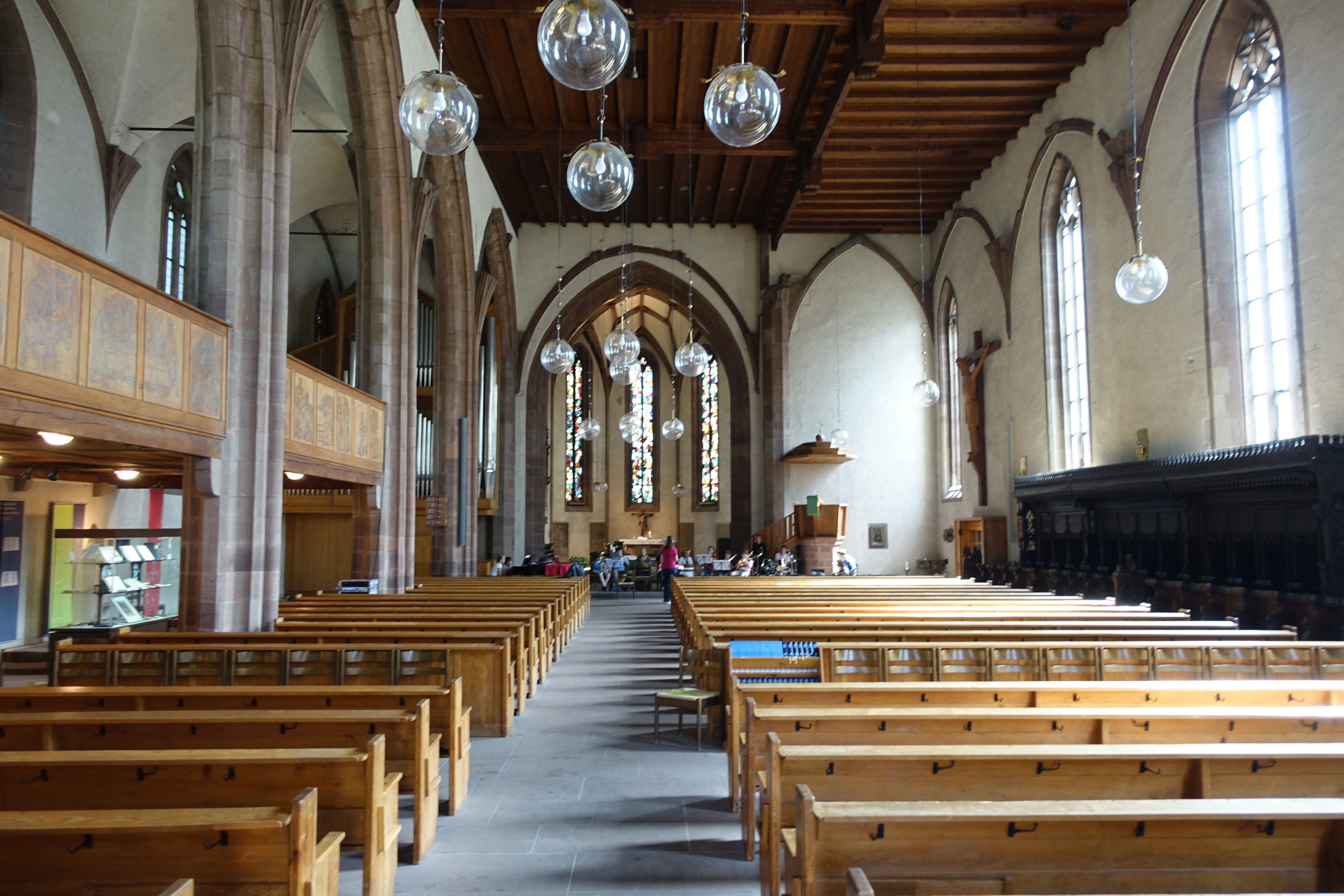
Blick zum Chor.

Die Netzgewölbe wurden nicht wiederhergestellt, stattdessen erhielten Mittelschiff und rechtes Seitenschiff eine flache, dunkel getönte Holzdecke, die durch die unterschiedliche Ausrichtung der Deckenbalken an die Trennung der beiden Schiffe erinnert. Je ein Halbpfeiler an der Westwand und der Ostwand sowie  Gewölbeanfänger und Scheidbögen an der Südwand erinnern als Überreste an die verlorene rechte Arkadenreihe. Ein Teil des Chorgestühls aus der Hospitalkirche wurde an der Südwand aufgestellt.

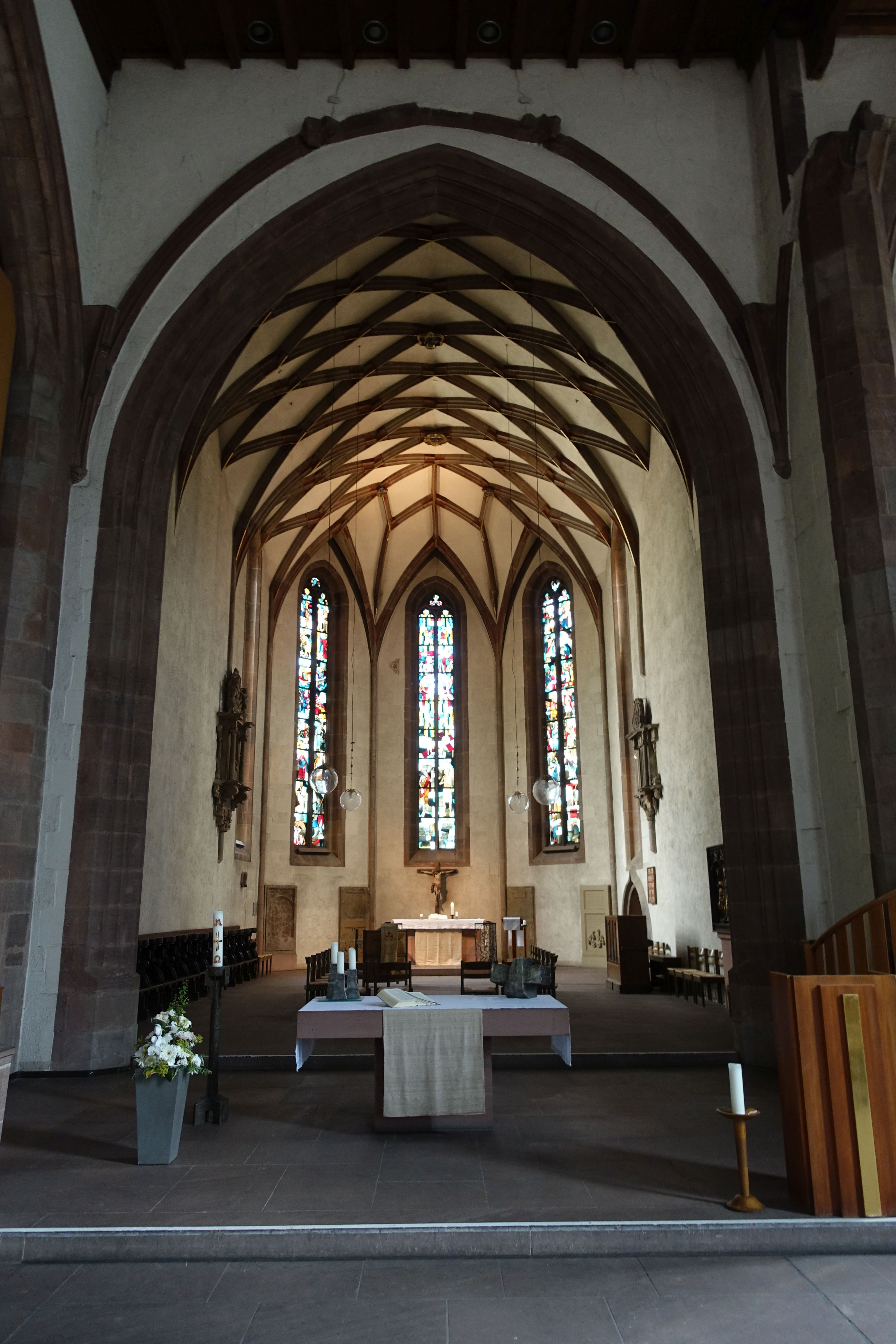
Chor mit Triumphbogen.

Im linken Seitenschiff wurden die Kreuzrippengewölbe durch einfache Kreuzgratgewölbe ersetzt. Die ersten drei Arkaden (von Westen her) wurden durch eine hölzerne Empore miteinander verbunden. In der Ecke des letzten Jochs des linken Seitenschiffs wurde 1970 die Orgel aufgebaut. Während die Orgel sonst meist abgehoben auf einer Empore thront,  bietet der ebenerdige Aufbau den Gläubigen den seltenen Vorteil der Nähe zu Orgel und Organist.
Ein spitzer Triumphbogen trennt das Mittelschiff vom Chor. „Der nahezu stilecht renovierte Chor zeigt die alte Herrlichkeit“, heißt es in einer Beschreibung des Wiederaufbaus der Kirche. Dies gilt besonders für das original wiederhergestellte Netzrippengewölbe. Die 3 mittleren der 5 Spitzbogenfenster im Chorhaupt wurden 1957 mit Buntglasfenstern ausgestattet. Im Chor ist der Choraltar aufgestellt, während der Hauptaltar an der Grenze zum Chor im Mittelschiff steht. An den seitlichen Chorwänden wurde ein Teil des Chorgestühls aus der Hospitalkirche aufgestellt. Vom Chor führt eine Tür links zur ehemaligen Sakristei und rechts zur jetzigen Sakristei.

## Innenraum
In der Kirche wurde 1522 der Humanist Johannes Reuchlin beigesetzt. Sein Grabstein befindet sich im Chor. Eine Ausstellung erinnert an Reuchlins Leben und Werk.

### Ausstattung
Die bildhauerische Ausstattung der Leonhardskirche beschränkt sich auf Kreuzblumen der Strebepfeiler und die Bekrönung des Westportals. Auch das Innere ist schmucklos, mit Ausnahme der Schlusssteine und der Grabmäler. Die übrige Ausstattung stammt aus anderen Kirchen, aus Schenkungen und Leihgaben. Hinzu kommen Auftragswerke von Künstlern des 20. Jahrhunderts, zu denen die Glasfenster und die Tafelgemälde der Emporenbrüstung und der Kanzelbrüstung gehören.
| Bild | Jahr                      | Künstler                                          | Beschreibung | Standort       |
| ---- | ------------------------- | ------------------------------------------------- | --- | -------------- |
|      | 1957                      | Karl Hemmeter                                     | Monumentaler Holzkruzifixus (Triumphkreuz) über der vorderen Eingangstür an der Südseite. In der jetzt Magdalenenkapelle genannten Neuen Sakristei befindet sich ein Gipsentwurf des Kruzifixus. | Südwand        |
|      | 2. Hälfte 17. Jahrhundert |                                                   | Barocker Kruzifixus hinter dem Choraltar. Stiftung nach dem Zweiten Weltkrieg. | Chor           |
|      | Ende 16. Jahrhundert      |                                                   | Schmiedeeisernes Altargitter des Choraltars aus der Hospitalkirche. | Chor           |
|      |                           |                                                   | Altarkreuz, 3 Kerzenleuchter und Osterkerzenständer aus Edelstahl am Hauptaltar. | Hauptaltar     |
|      |                           |                                                   | Kreuzblume mit Opferstockaufsatz beim Haupteingang. | Haupteingang   |
|      |                           |                                                   | Runder Glastisch mit Kreuzblume als Tischbein. | Chor           |
|      | 1871                      |                                                   | Marmormedaillon mit dem Porträt von Johannes Reuchlin. Reuchlins Grabstein wurde 1871 um eine Umrahmung mit dem Medaillon erweitert. Nach dem Zweiten Weltkrieg wurden die Trümmer des Grabsteins geborgen und ohne die Umrahmung wieder zusammengesetzt. Grabstein und Medaillon wurden nebeneinander an der Chorwand angebracht. | Chor           |
|      |                           |                                                   | Bronzestatuette von Johannes Reuchlin am Emporenaufgang. | Emporenaufgang |
|      | 1490–1493                 | Hans Ernst von Böblingen, Conrad Zolner, Hans Haß | Chorstuhlwange, aufgehängt an der Westwand. Brustbild eines Mönches mit Schwert und Spruchband mit der lateinischen Inschrift: „Vor dem Glauben weicht die Ketzerei“. Darunter Maria mit dem Jesuskind unter einem Baldachin, ihnen zur Seite der Heilige Johannes und die Heilige Barbara. Zu Füßen Marias kniet der Stifter Albert Ludwig, Vikar der Stiftskirche. Inschrift am unteren Rand: „Dominus Albertus Ludwici Vicarius eccle. St. Crucis“ („Herr Albert Ludwig, Vikar der Heilig-Kreuz-Kirche“ (heute Stiftskirche)). | Westwand       |
|      | 1490–1493                 | Hans Ernst von Böblingen, Conrad Zolner, Hans Haß | Chorgestühl aus sechs Sitzreihen aus Eichenholz mit 57 von ursprünglich 87 Sitzen. Nach dem Zweiten Weltkrieg von der Hospitalkirche in die Leonhardskirche überführt. Siehe: #Chorgestühl. | Südseite, Chor |
|      | um 1470                   |                                                   | Altarschrein mit 4 Figuren (von links nach rechts): Apostel, Äbtissin, Heilige Margarete mit dem Drachen, Apostel. Der Schrein stammt aus der Entstehungszeit der Leonhardskirche (um 1470). | Chor           |
|      |                           |                                                   | Fragment einer silbernen, barocken Taufschale mit zwei obstpflückenden Putten, umrandet von Früchten. Nach dem Zweiten Weltkrieg aus den Trümmern der Kirche geborgen, ausgestellt in einer Vitrine an der Westwand rechts vom Haupteingang. | Westwand       |
|      | 1642                      |                                                   | Schrein (Wandschränkchen mit Glastür) rechts von der Kanzel mit Abendmahlskannen von 1642. | Chor           |
|      |                           |                                                   | Achteckiges Taufstein mit Bronzedeckel bei der Orgel. | Orgel          |
|      |                           | Jean-Claude Mondot                                | Der Gottesknecht | Südwesteingang |
|      |                           |                                                   | 3 Ikonen über dem Schlussstein Maria mit Rosen und dem Jesuskind mit der Weltkugel. | Nordwand       |

### Schlusssteine
Nach dem Zweiten Weltkrieg konnten aus den Trümmern der Leonhardskirche 11 von ursprünglich 21 Schlusssteinen gerettet werden. 10 der Schlusssteine sind gut erhalten, von dem Schlussstein mit Erzengel Michael ist nur ein Fragment verblieben. 5 Schlusssteine sind im Chorgewölbe angebracht, die übrigen 6 in Augenhöhe an den Langhauswänden.
Literatur: #Wais 1956, Seite 26–29.
| Bild | Beschreibung | Standort    |
| ---- | --- | ----------- |
|      | Maria mit dem Jesuskind im Strahlenkranz. | Chorgewölbe |
|      | Engel mit Wappen von Aberlin Jörg, Baumeister der Leonhardskirche, mit 3 Sternen und dazwischen einem geschweiften Doppelsparren.                                                                          | Chorgewölbe |
|      | Engel mit Wappen des zweiten Baumeisters der Leonhardskirche, vielleicht Conrad von Gundelsheim. | Chorgewölbe |
|      | St. Jodokus mit Bart, Buch, Pilgerstab, Tasche und Muschel an der Mütze, zu Füßen die Krone der Bretagne, auf die der Königssohn verzichtete.                                                              | Chorgewölbe |
|      | Bischof St. Wolfgang mit dem Modell der Kirche. | Chorgewölbe |
|      | St. Leonhard mit Abtsstab, Buch und Kette, Schlussstein 1 von 2. | Westwand    |
|      | Gemarterter Christus mit Geißel und Rutenbündel. | Südwand     |
|      | St. Leonhard mit Abtsstab, Buch und Kette, Schlussstein 2 von 2. | Nordwand    |
|      | Erzengel Michael mit Seelenwaage, ohne Waage. In einer Schale befand sich die Seele, zu der Michael Weihwasser zugoss, wodurch in der anderen Schale der Teufel hochging. Abbildung: #Wais 1956, Tafel 28. | Nordwand    |
|      | Maria mit Rosen und dem Jesuskind mit der Weltkugel. | Nordwand    |
|      | Johannes der Täufer mit Buch und Gotteslamm. | Nordwand    |

### Grabmäler

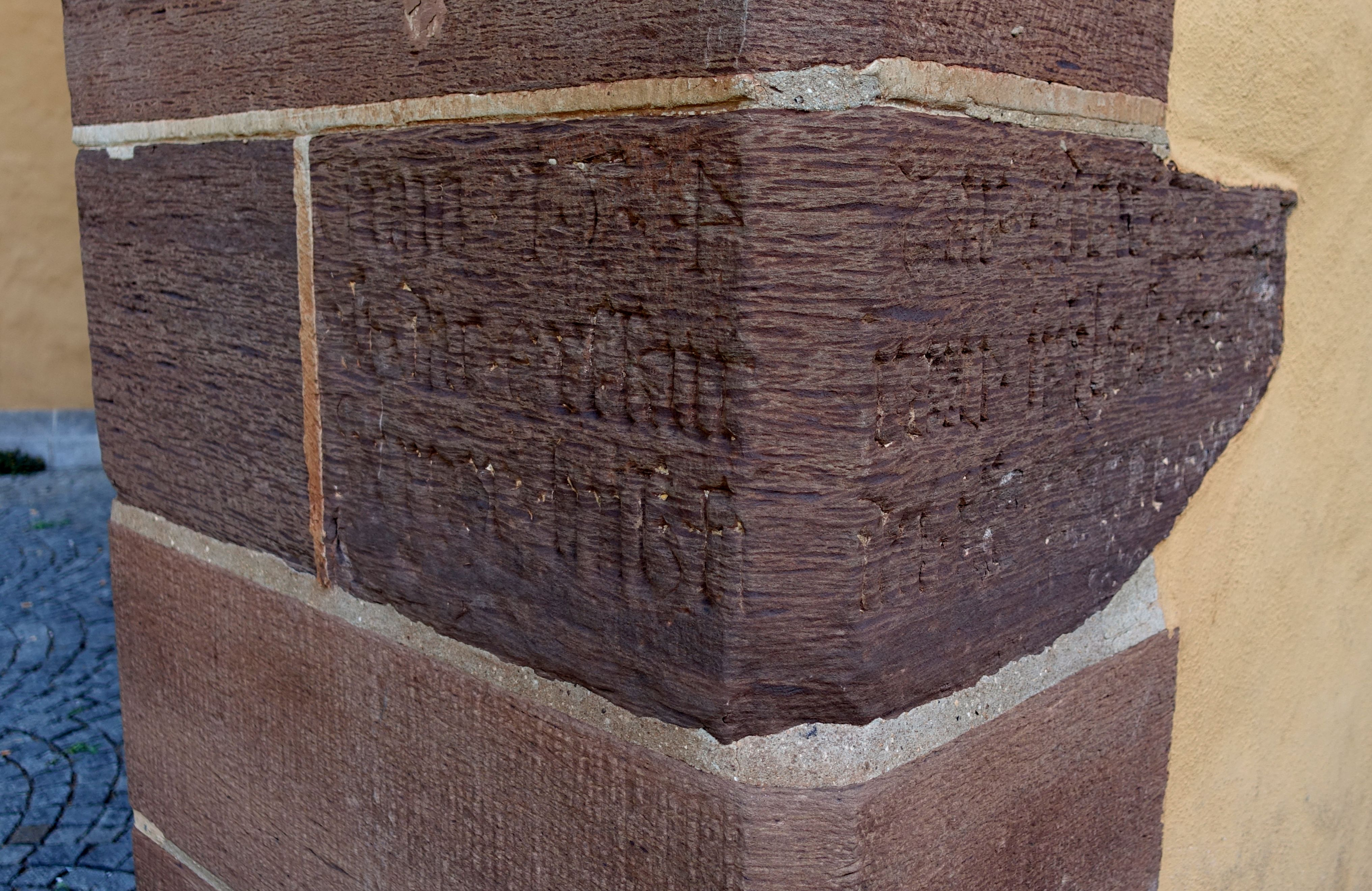

Von den etwa 130 ehemaligen Grabplatten und. Epitaphen aus Stein, Holz und
Eisen für die von vornehmen und einflussreichen Bürger- und Patrizierfamilien bevorzugten Grablegen haben nur wenige die Jahrhunderte überdauert. Im Inneren der Leonhardskirche haben sich 12 Grabmäler erhalten, 7 an der Chorwand und 5 an der Westwand. 5 Holzepitaphe werden im Stadtmuseum Stuttgart verwahrt.
An der Außenwand der Kirche, die früher von einem Friedhof umgeben war, hat sich eine Grabinschrift erhalten. Sie ist übereck am Strebepfeiler links des Haupteingangs auf einem Stein der Eckrustika angebracht und lautet:
| Anno 154[6] Jar den 22 Tag Martzy ist er[sam] Fraw Jrbla Hans Bientz Wiperger Hußfr[aw] in Gott entschlafen. |

(Am 22. März 1546 ist die ehrsame Irmela Bientz, die Hausfrau des Weinbergers Hans Bientz, in Gott entschlafen.)
| Bild | Jahr      | Grabmal | Standort |
| ---- | --------- | --- | -------- |
|      | 1621      | Grabmal für den fürstlich württembergischen Gewölbsverwalter Eberhard Stickel. | Chor     |
|      | 1516/1525 | Grabmal für den Vogt Hans Gaisberg zu Stuttgart, gestorben 1516, und seine Gattin Klara Magerin, Jakob Walthers genannt Kühhorn des Älteren Witwe, gestorben 1525. Jakob Walther und Klara Mager stifteten 1501 die Kreuzigungsgruppe, die hinter dem Chor aufgestellt wurde. | Chor     |
|      | 1563      | Grabmal für Anna Stickel geb. Fürderer, Witwe des fürstlich württembergischen Kammerrats Burkart Stickel. | Chor     |
|      | 1547      | Grabplatte für Johann Gremp, Sohn von Onophrius Gremp. | Chor     |
|      | 1501      | Grabstein des Humanisten Johannes Reuchlin. – Siehe auch #Reuchlin-Medaillon. | Chor     |
|      | 1626/1635 | Epitaph für den Bürgermeister Hans Christoph Stickel, gestorben 1626, und seine Frau, gestorben 1635. | Chor     |
|      | 1626      | Epitaph für die 17-jährige Jungfrau Agathe Stickel. | Chor     |
|      | 1626      | Epitaph für den Oberrat Johann Caspar von Menlishofen. | Westwand |
|      | 1639      | Gedenkstein für Maria Ursula von Lenthe geb. von Landsberg, zweite Gattin des Stallmeisters Jobst Haimer von Lenthe. | Westwand |
|      | 1631      | Gedenkstein für Heidaweig von Lenthe geb. von Retzlaff, erste Gattin des Stallmeisters Jobst Haimer von Lenthe. | Westwand |
|      | 1576      | Grabmal für Ursula Feßler, Witwe des Kanzlers Johann Feßler. | Westwand |
|      | 1662      | Grabmal für den Doktor beider Rechte Ulrich Wilhelm Breitschwert. | Westwand |

### Glasfenster
Die breiteren Glasfenster im Langhaus der Kirche sind 3-bahnig und 6-stufig, die schmaleren Fenster im Chor sind 2-bahnig und 8-stufig. Alle Fenster enden mit einem Maßwerkbogen. Die schmucklosen Glasfenster bestehen aus durchsichtigen Scheiben in hell getönten Farben. Die Rose der Westfassade und die 3 Chorfenster sind als bunte Glasfenster gestaltet und entstanden nach dem Zweiten Weltkrieg.
| Bild | Jahr | Künstler           | Beschreibung |
| ---- | ---- | ------------------ | --- |
|      | 1983 | Adolf Saile        | Schöpfungsgeschichte, Rose der Westfassade. Fünfblatt mit Rundmedaillon in der Mitte: Vertreibung aus dem Paradies, umgebendes Maßwerk: Szenen von der Erschaffung der Welt. |
|      | 1957 | Wolf-Dieter Kohler | Linkes Chorfenster, Szenen aus dem Alten Testament (von oben nach unten): Sündenfall, Vertreibung aus dem Paradies, Arche Noah, Brennender Busch, Schlangenplage, Jesaja und Jeremia auf Christus weisend, Mose mit den Gesetzestafeln; der durch das Gesetz überführte Mensch wird von Tod und Teufel gejagt. |
|      | 1957 | Wolf-Dieter Kohler | Mittleres Chorfenster, Dreieinigkeitsfenster: Oben: Heilige Dreifaltigkeit in den 12 Toren, die das Himmlische Jerusalem darstellen; Gottvater, von dem nur die Hände zu sehen sind. umfasst den vom Leiden gezeichneten Sohn, dessen Antlitz schon die hoheitsvollen Züge des Richters trägt; darüber schwebt die Taube als Symbol des Heiligen Geistes. Unten: Johannes der Täufer weist den gejagten Menschen auf das Gotteslamm hin, das Sünde und Tod überwunden hat.  |
|      | 1957 | Wolf-Dieter Kohler | Rechtes Chorfenster, Szenen aus dem Neuen Testament (von oben nach unten): Christnacht, Verkündigung an die Hirten, Fußwaschung, Pilatus, der vor dem Volk „seine Hände in Unschuld“ wäscht, Christus mit Dornenkrone und Purpurkleid, die Frauen am Grabe klagend und die Engelsbotschaft hörend: „Der Herr ist auferstanden“, Petrus und Paulus, die auf das Gotteslamm im mittleren Fenster zeigen, Wort Gottes, Abendmahl, Taufe und Gebet zur Errettung unserer Seele. |

### Emporenbrüstung

Linkes Seitenschiff mit Arkaden und Empore.
1–4: Nummer der Brüstungstafeln.

Das linke Seitenschiff der Kirche ist durch 4 Arkaden vom Hauptschiff getrennt. Die ersten 3 Arkaden sind durch eine Empore verbunden, die durch eine Brüstung mit 4 Friesen mit farbigen Tafelgemälden gesichert ist. Sie wurden wie die Tafeln der Kanzelbrüstung 1956 von Rudolf Yelin dem Jüngeren geschaffen und zeigen je 6 Einzelbilder aus dem Neuen Testament.
Literatur: #hj 2019, #Möhring 1984, Seite 13.

Tafel 1: Vertreibung aus dem Paradies, Empfängnis durch den Heiligen Geist, 
Verkündigung, Tiere auf dem Feld, Geburt Jesu, Anbetung der Hirten.

Tafel 2: Anbetung der Weisen, Taufe Jesu, Einzug in Jerusalem, Abendmahl, Ölberg. 
Die Farben der Gemälde sind stark verblasst.

Tafel 3: Kreuzigung und Grablegung, Kreuzabnahme und Beweinung, 
Botschaft des Engels, drei Frauen am Grab, Anbetung Christi, Auferstehung.

Tafel 4: Himmelfahrt, Pfingsten, Michaels Drachenkampf, Kirche auf dem Fels.

### Kanzelbrüstung

Die Kanzel ist rechts und links der Treppe von einer Brüstung mit 6 farbigen Tafelgemälden gesichert, die 5 Gleichnisse Jesu darstellen. Sie wurden wie die Tafeln der Emporenbrüstung 1956 von Rudolf Yelin dem Jüngeren geschaffen. Die Tafeln sind ab der Kanzeltreppe gegen den Uhrzeigersinn nummeriert.
Literatur:  #hj 2019, #Möhring 1984, Seite 14.
| Bild | Beschreibung                                                                                       |
| ---- | -------------------------------------------------------------------------------------------------- |
|      | Tafel 1: Gleichnis vom verlorenen Sohn.                                                            |
|      | Tafel 2: Gleichnis vom Fischzug.                                                                   |
|      | Tafel 3: Gleichnis vom Guten Hirten.                                                               |
|      | Tafel 4: Gleichnis vom Sämann.                                                                     |
|      | Tafel 5: Die törichten Jungfrauen in dem Gleichnis von den klugen und törichten Jungfrauen.        |
|      | Tafel 6: Die klugen Jungfrauen in dem Gleichnis Gleichnis von den klugen und törichten Jungfrauen. |

### Chorgestühl

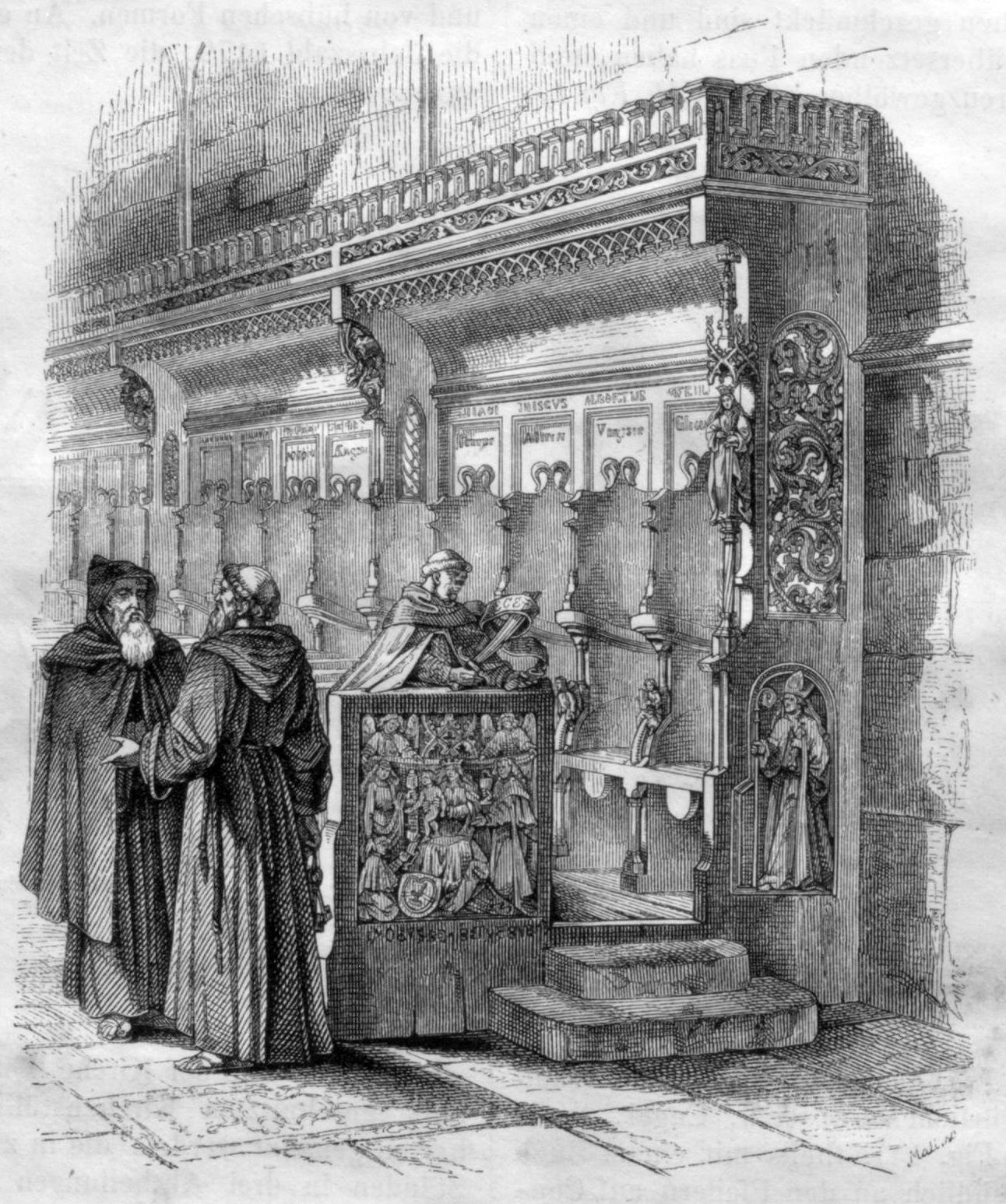
Historische Darstellung des Chorgestühls aus der Hospitalkirche von 1855.

Das  Chorgestühl wurde 1490 und 1493 von Hans Ernst von Böblingen bzw. Conrad Zolner und Hans Haß hergestellt und im Chor der Hospitalkirche aufgestellt. Während des Zweiten Weltkriegs wurde das Chorgestühl, das 1943 noch 63 Sitze umfasste, in der Thomaskirche in Stuttgart-Kaltental geborgen. Nach dem Zweiten Weltkrieg wurde die weitgehend zerstörte Leonhardskirche bis 1950 wieder aufgebaut, während das Schicksal der bis auf Turm, Chor und Südfassade zerstörten Hospitalkirche ungewiss blieb. Die erhalten gebliebenen Segmente des Chorgestühls wurden daher in der Leonhardskirche aufgestellt, wo sie auch nach dem Teilwiederaufbau der Hospitalkirche im Jahr 1960 weiterhin verblieben.
Das erhaltene Chorgestühl in der Leonhardskirche besteht aus sechs Sitzreihen aus Eichenholz mit 57 von ursprünglich 87 Sitzen. Die Sitze sind mit reichem Schnitzwerk an den Wangen, den Knäufen der Armlehnen und den Miserikordien ausgestattet und tragen an den Rücklehnen und Dorsalen Inschriften mit den Namen verbrüderter Klöster. Eine der beiden ursprünglich hinteren Sitzreihen wird von einem Baldachin überkrönt.

## Kreuzigungsgruppe

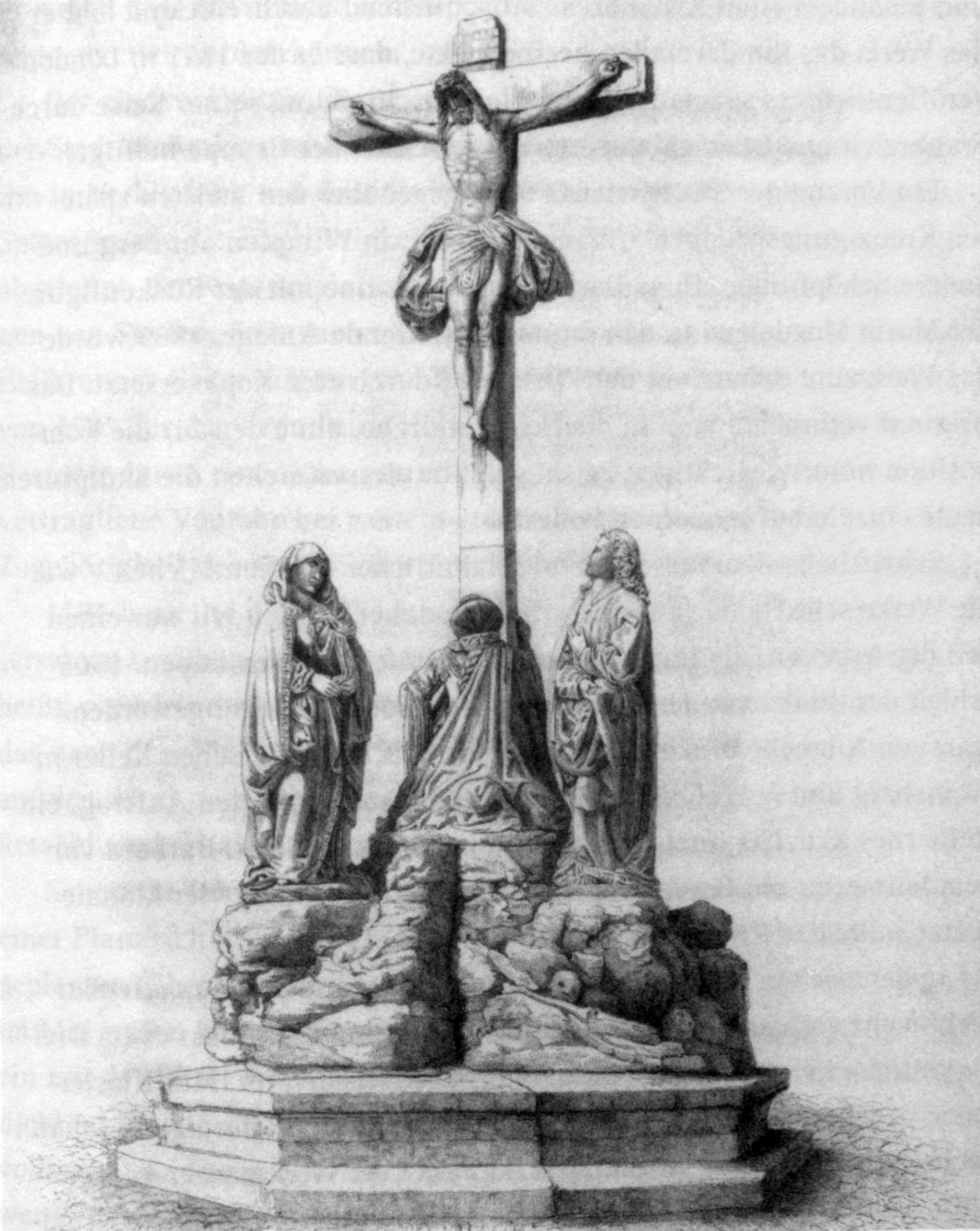
Kreuzigungsgruppe von Hans Seyfer, 1818.

Im Jahr 1501 schuf Hans Seyfer für den Leonhardskirchhof, der die Kirche seit dem Mittelalter bis zum Jahr 1805 umgab, eine Kreuzigungsgruppe, die vor der Chorwand der Kirche aufgestellt wurde. 1905 fertigte der Bildhauer Reichelt unter der Leitung von Adolf von Donndorf eine Kopie des Werks an, um das Original vor der Witterung zu schützen. Die Originalfiguren und das Kruzifix wurden im Chorschluss der Hospitalkirche auf würfelförmigen Podesten aufgestellt, „ohne den für die Komposition immens wichtigen Felshügel“. Die Kreuzigungsgruppe wurde im Zweiten Weltkrieg 1944 stark beschädigt. 1948 wurde die durch den Kunstbildhauer Hans Gerdes wiederhergestellte Gruppe wieder eingeweiht. Auf Grund des fortschreitenden Zerfalls musste sie 1975 abermals durch eine von dem Bildhauer Günter Schönfeld angefertigte Kopie ersetzt werden.

## Orgel
Die große Orgel der Leonhardskirche wurde 1970 durch die Orgelbaufirma Paul Ott (Göttingen) erbaut. Das Instrument hat 58 Register auf drei Manualen und Pedal. Die Spieltrakturen sind mechanisch, die Registertrakturen elektrisch.
| I Hauptwerk C–g3 |              |       |
| 1.               | Rohrflöte    | 16′   |
| 2.               | Prinzipal    | 8′    |
| 3.               | Gemshorn     | 8′    |
| 4.               | Gedeckt      | 8′    |
| 5.               | Oktave       | 4′    |
| 6.               | Nachthorn    | 4′    |
| 7.               | Quinte       | 2 ⁄3′ |
| 8.               | Oktave       | 2′    |
| 9.               | Waldflöte    | 2′    |
| 10.              | Mixtur V-VII | 2′    |
| 11.              | Scharf II-IV | 2⁄3′  |
| 12.              | Trompete     | 16′   |
| 13.              | Trompete     | 8′    |

| II Oberwerk C–g3 |                   |       |
| 14.              | Singend Prinzipal | 8′    |
| 15.              | Spitzgedeckt      | 8′    |
| 16.              | Oktave            | 4′    |
| 17.              | Blockflöte        | 4′    |
| 18.              | Oktave            | 2′    |
| 19.              | Sesquialtera II   | 2 ⁄3′ |
| 20.              | Nasat             | 1 ⁄3′ |
| 21.              | Oktave            | 1′    |
| 22.              | Scharf III-V      | 1′    |
| 23.              | Rankett           | 16′   |
| 24.              | Krummhorn         | 8′    |
|                  | Tremulant         |       |

| III Schwellwerk C–g3 |                    |        |
| 25.                  | Quintade           | 16′    |
| 26.                  | Prinzipal          | 8′     |
| 27.                  | Rohrflöte          | 8′     |
| 28.                  | Spitzgambe         | 8′     |
| 29.                  | Oktave             | 4′     |
| 30.                  | Koppelflöte        | 4′     |
| 31.                  | Streicherschwebung | 4′     |
| 32.                  | Nasat              | 2 ⁄3′  |
| 33.                  | Flachflöte         | 2′     |
| 34.                  | Terz               | 1 3⁄5′ |
| 35.                  | Quinte             | 1 ⁄3′  |
| 36.                  | Septime            | 1 ⁄7′  |
| 37.                  | Sifflöte           | 1′     |
| 38.                  | Mixtur V-VI        | 1 ⁄3′  |
| 39.                  | Terzzimbel III     | 1⁄6′   |
| 40.                  | Dulzian            | 16′    |
| 41.                  | Oboe               | 8′     |
| 42.                  | Trompete           | 4′     |
|                      | Tremulant          |        |

| Pedal C–f1 |                     |         |
| 43.        | Untersatz           | 32′     |
| 44.        | Prinzipal           | 16′     |
| 45.        | Subbaß              | 16′     |
| 46.        | Quintbaß            | 10 2⁄3′ |
| 47.        | Oktave              | 8′      |
| 48.        | Spitzflöte          | 8′      |
| 49.        | Oktave              | 4′      |
| 50.        | Holzpfeife          | 4′      |
| 51.        | Nachthorn           | 2′      |
| 52.        | Großsesquialtera II | 5 1⁄3′  |
| 53.        | Rauschpfeife II     | 2 ⁄3′   |
| 54.        | Mixtur VI           | 4′      |
| 55.        | Posaune             | 16′     |
| 56.        | Fagott              | 16′     |
| 57.        | Trompete            | 8′      |
| 58.        | Klarine             | 4′      |

- Koppeln: II/I, III/I, III/II, I/P, II/P, III/P

## Glocken
1954 erhielt die Leonhardskirche ein neues Geläut von fünf Glocken, das die ersten Töne des Chorals „Gott rufet noch“ wiedergibt. Das Geläut besteht aus den folgenden Glocken:
- Dominica h0, eine sogenannte Leihglocke aus der Dreikönigskirche von Elbing, die 1729 von Michael Wittwerck in Danzig gegossen wurde.
- Betglocke d1, die jeden Abend um 8 Uhr zum Gebet in der Familie ruft und beim Gottesdienst zum Vaterunser läutet.
- Kreuzglocke e1, die eine Kreuzigungsgruppe zeigt.
- Zeichenglocke fis1, die ein Bild vom Brand der Leonhardskirche gibt und mahnen und warnen soll.
- Taufglocke a1 mit dem Sinnbild der Taufe: ein Kind wird eingetaucht in die Flut der Gnade.

Die Glocken d', e', fis' und a' wurden in der Glockengießerwerkstatt von Heinrich Kurtz in Stuttgart gegossen.
Der obere Glockenstuhl für die vier Glocken von Kurtz und der untere für die Leihglocke aus Elbing ruhen auf Zwischendecken aus Beton, wodurch Schwingungen verhindert werden, die früher den ganzen Turm zum Mitschwingen brachten. Die Glocken hängen in einer Glockenstuhlkonstruktion, die vom Mauerwerk unabhängig ist.

## Pfarrer
Zu den bekannten Pfarrern der Leonhardskirche gehören (Amtszeit in Klammern):
- der Theologe, Kirchenlieddichter und Politiker Ludwig Eberhard Fischer (1742–1743)
- der Tierschutzpionier Christian Adam Dann (1794–1812,  1824–1837)
- der Dichter Gustav Schwab (1831–1845).
- der Gründer des ersten deutschen Tierschutzvereins Albert Knapp  (1845–1864).

## Vesperkirche
Diakoniepfarrer Martin Friz (1943–2011) ergriff 1995 erstmals die Initiative, in der Leonhardskirche eine Vesperkirche durchzuführen. Als Vesperkirche Stuttgart wurde das Sozialprojekt bundesweit beachtet und fand zahlreiche Nachahmer in anderen Städten Deutschlands.

### Allgemein
- Carl Alexander von Heideloff (Herausgeber): Die Kunst des Mittelalters in Schwaben. Denkmäler der Baukunst, Bildnerei und Malerei. Stuttgart 1855–1864, Seite 26–27, PDF, 15,5 MB.
- hj: Evangelische St. Leonhardskirche, Stuttgart. 2019. Manuskript, Auslage in der Leonhardskirche.
- Andreas Keller: Leonhardskirche. Altdorf: Andreas Keller Fotografie, 2014, online.
- Wolfgang Knellessen: Evangelische Leonhardskirche Stuttgart, Zerstörung und Wiederaufbau. Materialheft zur Ausstellung; Dauer: 2. April 2000 bis 2. September 2000. Stuttgart: Evangelische Leonhardsgemeinde, 2000.
- Georg Kopp: Die Leonhardskirche in Stuttgart. Berlin: Verlag Kunst und Kirche, 1938.
- Christa Mack: Heiliger Raum. Stiftskirche, St. Leonhard und Hospitalkirche im Mittelalter. Begleitheft zur Ausstellung Heiliger Raum. Stiftskirche, St. Leonhard und Hospitalkirche im Mittelalter; 24.9. bis 26.11.2004. Stuttgart: Stadtarchiv, 2004.
- Harald Möhring: Ev. St. Leonhardskirche Stuttgart. München 1984.
- Eduard von Paulus: Die Kunst- und Altertums-Denkmale im Königreich Württemberg, Band: Inventare [Neckarkreis]. Stuttgart 1889, Seite 21–24.
- Gustav Wais: Die St.-Leonhardskirche und die Hospitalkirche zu Stuttgart. Eine Darstellung der beiden gotischen Kirchen mit baugeschichtlichen und kunstgeschichtlichen Erläuterungen. Stuttgart: Deutsche Verlags-Anstalt, 1956.

### Johannes Reuchlin
- Wolfgang Knellessen: Johannes Reuchlin – der Humanist. Begleitheft zur Ausstellung in der Leonhardskirche; eine Ausstellung der Evangelischen St. Leonhardskirche Stuttgart und der Württembergischen Landesbibliothek Stuttgart; 14. September 2003 bis 19. Oktober 2003, ab April 2004 Dauerausstellung. Stuttgart : Evangelische St. Leonhardskirche, 2003.
- Wolfgang Knellessen: Zum Gelehrtenepitaph von Johannes Reuchlin. Aushang bei Reuchlins Grabstein in der Leonhardskirche, 2003.
- Werner Koch; Christopher Koch: Stuttgarter Friedhofsführer. Ein Wegweiser zu Gräbern bekannter Persönlichkeiten. Tübingen 2012, Seite 170–171.